# Cladiella irregularis
Cladiella irregularis is een zachte koraalsoort uit de familie Alcyoniidae. De koraalsoort komt uit het geslacht Cladiella. Cladiella irregularis werd in 1944 voor het eerst wetenschappelijk beschreven door Tixier-Durivault. 